# Gitte Hansen
Gitte Hansen (* 21. September 1961) ist eine ehemalige dänische Fußballspielerin auf der Position der Torhüterin.

## Karriere
Hansen begann in Odense auf Fünen beim dort ansässigen Boldklubben 1909 mit dem Fußballspielen, bevor sie 1987 zum Kolding Boldklub wechselte. Nach drei Jahren kehrte sie zum Boldklubben 1909 zurück. Am 9. September 1981 kam sie beim 1:0-Sieg über die Nationalmannschaft Englands zu ihrem ersten Einsatz für die A-Nationalmannschaft. Sie gehörte der Mannschaft an, die bei der ersten Ausspielung der Europameisterschaft 1984 die beiden Halbfinalspiele gegen die Nationalmannschaft Englands bestritt; die seinerzeit noch in Hin- und Rückspiel ausgetragenen Begegnungen wurden mit 1:2 und 0:1 verloren.
Hansen bestritt am 20. Mai 1991 beim 6:1-Erfolg über die Nationalmannschaft der UdSSR ihr 34. und letztes Länderspiel. Bei der Weltmeisterschaft 1991 gehörte sie dem WM-Kader an, kam jedoch hinter Helle Bjerregaard zu keinem Einsatz.